# Annie Brackett
Annie Brackett (ur. 15 kwietnia 1961 r. w Peoria, zm. 31 października 1978 r. w Haddonfield) – fikcyjna postać filmowa, bohaterka czterech horrorów z serii Halloween. Córka Joanne i Leigha Brackett, bliska przyjaciółka i sąsiadka Laurie Strode, opiekunka do dzieci. Zginęła zamordowana w noc halloween w 1978 roku przez psychopatycznego mordercę Michaela Myersa. Została pochowana na cmentarzu Mt. Sinclair w Haddonfield. W jej rolę wcieliły się aktorki Nancy Kyes (w filmach Halloween w reż. Johna Carpentera i Halloween 2 Ricka Rosenthala) oraz Danielle Harris (w remake'ach Halloween i Halloween 2 Roba Zombie).